# Amyema congener
Amyema congener är en tvåhjärtbladig växtart. Amyema congener ingår i släktet Amyema och familjen Loranthaceae.

## Underarter
Arten delas in i följande underarter:
- A. c. congener
- A. c. divergens
- A. c. rotundifolium